# Eudocima divitiosa
Eudocima divitiosa is een vlinder uit de familie spinneruilen (Erebidae). De wetenschappelijke naam is voor het eerst geldig gepubliceerd in 1869 door Walker.
De soort komt voor in tropisch Afrika.